# شمس‌الدین رحمانی
شمس‌الدین رحمانی (انگلیسی: Chamseddine Rahmani؛ زادهٔ ۱۵ سپتامبر ۱۹۹۰) بازیکن فوتبال اهل الجزایر است.
وی همچنین در تیم ملی فوتبال الجزایر بازی کرده‌است.